# Nina ou la Folle par amour

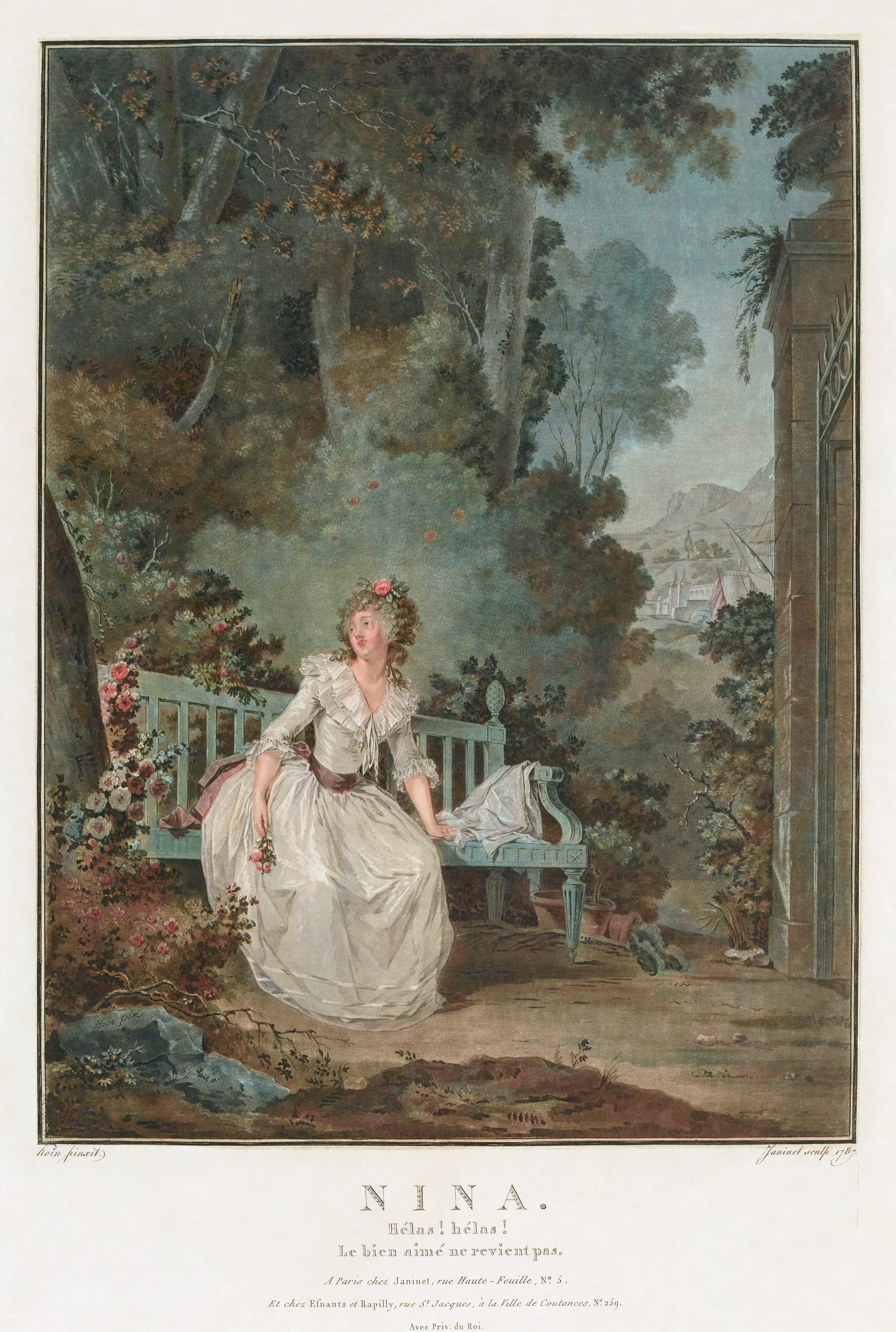
Louise-Rosalie Dugazon i Nina (1786)

Nina ou la Folle par amour  (Nina eller Galen av kärlek) är en fransk opera i en akt med musik av Nicolas Dalayrac och libretto av Benoît-Joseph Marsollier.

## Historia
Operan hade premiär den 15 maj 1786 på Opéra-Comique i Paris. 

## Personer
- Nina, grevens dotter (sopran)
- Greven, hennes fader (tenor)
- Georges, grevens fosterfar (basbaryton)
- Elise, Ninas förtrogna (sopran)
- Germeuil, Ninas älskade, förmodad död (tenor)
- Mathurine, en bondkvinna (sopran)
- Bondflickor (sopraner)
- Bönder, äldre män, ungdomar (kör)

## Handling
Ninas far insisterar på att dottern ska gifta sig med en rik friare hellre än hennes barndomskärlek Germeuil. Efter en duell dememellan antas Germeiul ha dött. Nina förlorar förståndet. Varje dag letar hon efter sin älskade och hon känner inte ens igen fadern. Efter att Germeuil ha kommit tillbaka och fått grevens tillåtelse, återfår Nina förståndet och de tu kan gifta sig.